# Bötticher
Bötticher ist ein deutscher Familienname.

## Herkunft und Bedeutung
Bötticher ist ein Berufsname und bezieht sich auf den Beruf des Küfers.

## Namensträger
- Adolf Boetticher (1842–1901), deutscher Architekt und Denkmalpfleger
- Alexander von Boetticher (1812–1893), Ingenieur, Oberst, Geheimer Rat
- Andreas Julius Bötticher (1672–1719), auch Boetticher, deutscher Mediziner
- Anna von Boetticher (* 1970), deutsche Sportlerin und deutsche Rekordhalterin im Apnoetauchen
- Annette von Boetticher (* 1955), deutsche Historikerin, Autorin, Herausgeberin und Lehrbeauftragte
- Arne von Boetticher (* 1970), deutscher Sozial- und Rechtswissenschaftler
- Axel Boetticher (* 1943), deutscher Richter am Bundesgerichtshof
- Budd Boetticher (1916–2001), US-amerikanischer Regisseur
- Carl Wilhelm von Bötticher (1791–1868), deutscher Verwaltungsjurist und preußischer Beamter
- Christian von Boetticher (* 1970), deutscher Politiker (CDU), MdL, Landesminister in Schleswig-Holstein, MdEP
- Eberhard Bötticher (1554–1617), Chronist und Kaufmann (Danzig)
- Eduard Bötticher (1899–1989), deutscher Jurist und Hochschullehrer
- Else Bötticher (1880–1966), deutsche Schauspielerin
- Emil von Boetticher (1836–1907), Politiker, Bürgermeister von Riga, Stadtverordneter
- Friedrich von Boetticher (Politiker) (1749–1819), deutscher Kaufmann, Ratsmitglied und Bürgermeister der Stadt Goldingen
- Friedrich von Boetticher (Kunsthistoriker) (1826–1902), deutscher Kunsthistoriker, Großvater des gleichnamigen Generals
- Friedrich von Boetticher (General) (1881–1967), deutscher General, Enkel des gleichnamigen Kunsthistorikers
- Friedrich Bötticher (1826–1895), deutscher Politiker, Oberbürgermeister der Stadt Magdeburg
- Georg Bötticher (1849–1918), deutscher Grafiker, Schriftsteller und Literaturwissenschaftler
- Gustav von Boetticher (1782–1848), russischer General deutschbaltischer Abstammung
- Hans Gustav Bötticher, bekannt als Joachim Ringelnatz (1883–1934), deutscher Schriftsteller und Maler
- Hans von Boetticher (1886–1958), deutscher Ornithologe
- Herbert Bötticher (1928–2008), deutscher Schauspieler
- Hermann von Boetticher (1887–1941), deutscher Schriftsteller und Dramaturg
- Jobst von Bötticher (1550–1624), deutscher Politiker und Bürgermeister von Nordhausen
- Johann Bötticher (1687–1748), deutscher Pädagoge und Historiker
- Johann Friedrich Wilhelm Bötticher (1798–1850), deutscher Lehrer und Historiker, siehe Wilhelm Bötticher (Pädagoge)
- Johann Gottlieb Bötticher (1677–1762), deutscher Mediziner
- Johann Heinrich Bötticher (1638–1695), deutscher Rechtswissenschaftler
- Johann von Bötticher (1662–1728), deutscher Bürgermeister
- Jörg-Andreas Bötticher (* 1964), Schweizer Cembalist und Organist
- Karl Bötticher (1806–1889), deutscher Architekt, Kunsthistoriker und Archäologe
- Karl von Bötticher (Heinrich Leopold Karl von Bötticher; 1826–1891), preußischer Generalmajor
- Karl Heinrich von Boetticher (1833–1907), deutscher Beamter und Politiker, MdR
- Louis Bötticher (1813–1867), deutscher Opernsänger
- Manfred von Boetticher (* 1947), deutscher Archivar und Historiker
- Paul Anton Bötticher (1827–1891), deutscher Kulturphilosoph und Orientalist, siehe Paul de Lagarde
- Peter von Boetticher († 1585), deutscher Reformator, Kanzler und Domherr
- Richard von Bötticher (1855–1934), preußischer Landrat und Regierungspräsident im Regierungsbezirk Osnabrück
- Stefan Bötticher (* 1992), deutscher Bahnradsportler
- Theodor von Boetticher (1819–1901), deutscher Publizist, Jurist, livländischer Staatsrat
- Traugott von Bötticher (1851–1931), preußischer Generalleutnant
- Walther Bötticher (1885–1916), deutscher Maler
- Walter von Boetticher (1853–1945), deutscher Historiker, Genealoge und Arzt
- Werner Bötticher (1900–1984), deutscher Chemiker und Mykologe
- Wilhelm Bötticher (Pädagoge) (Johann Friedrich Wilhelm Bötticher; 1798–1850), deutscher Lehrer und Historiker
- Wilhelm Boetticher (Kaufmann) (1822–1901?), deutscher Kaufmann und Kammerfunktionär
- Wilhelm von Bötticher (1845–1927), deutscher Generalmajor
- Wolfgang Boetticher (1914–2002), deutscher Musikwissenschaftler, Lehrer an der Universität Göttingen